# Olimpia Cavalli
Pour les articles homonymes, voir Cavalli.
Olimpia Cavalli, née le 30 août 1930 à Cadeo en Émilie-Romagne et morte le 29 mars 2012 à Rome dans la région du Latium, est une actrice italienne.

## Biographie
Olimpia Cavalli a joué son premier rôle au cinéma en 1958 dans la comédie Parisien malgré lui (Totò a Parigi) réalisé par Camillo Mastrocinque. Elle apparaît par la suite aux côtés de vedettes tels que Totò, Vittorio De Sica et Walter Chiari. 
Elle fut un grand espoir féminin de l'industrie du cinéma au début des années 1960. Elle était une actrice de genre et interprétait des rôles de femmes au tempérament de braises, agressives et sombres dans des films de cinéma d'auteur. Plusieurs réalisateurs italiens la firent tourner dans leurs films, notamment Roberto Rossellini, Dino Risi, Giorgio Simonelli ou Ugo Tognazzi. 
Elle se marie au milieu des années soixante et quitte la scène cinématographique. Elle revint en 1999 pour le tournage d'un film de Pasquale Fanetti intitulé L'ultimo volo, film qui ne fut pas distribué.
Elle est morte le 29 mars 2012 à l'âge de 81 ans.

## Filmographie
- 1958 : Parisien malgré lui (Totò a Parigi) de Camillo Mastrocinque
- 1959 : La Cambiale de Camillo Mastrocinque
- 1960 : La Mort d'un ami (Morte di un amico) de Franco Rossi
- 1960 : Nous sommes deux évadés (Noi siamo due evasi) de Giorgio Simonelli
- 1960 : Ces sacrées Romaines (I baccanali di Tiberio) de Giorgio Simonelli
- 1960 : Tu che ne dici? de Silvio Amadio
- 1961 : I due marescialli de Sergio Corbucci
- 1961 : Vanina Vanini de Roberto Rossellini
- 1961 : Le Mauvais Chemin (La viaccia) de Mauro Bolognini
- 1961 : Le Souteneur (Il Mantenuto) de Ugo Tognazzi
- 1963 : Le Guépard (Il Gattopardo) de Luchino Visconti
- 1963 : Huit et demi (Otto e mezzo) de Federico Fellini
- 1964 : Gli attendenti de Giorgio Bianchi
- 1964 : Due mafiosi nel Far West de Giorgio Simonelli
- 1964 : Il giovedì de Dino Risi
- 1964 : Che fine ha fatto Totò Baby? d'Ottavio Alessi
- 1965 : Letti sbagliati épisode La seconda moglie de Sténo
- 1965 : Salome '73 d'Odoardo Fiory